# Diplazium davaoense
Diplazium davaoense är en majbräkenväxtart som beskrevs av Edwin Bingham Copeland.
Diplazium davaoense ingår i släktet Diplazium och familjen Athyriaceae. Inga underarter finns listade i Catalogue of Life.